# Francheleins
Francheleins település Franciaországban, Ain megyében. Lakosainak száma 1593 fő (2022. január 1.). Francheleins Chaleins, Chaneins, Lurcy, Montceaux, Montmerle-sur-Saône, Saint-Trivier-sur-Moignans és Villeneuve községekkel határos.

## Népesség
A település népességének változása:
| Lakosok száma | 121  | 572  | 826  | 1125 | 1482 | 1548 | 1611 | 1594 | 1586 | 1593 |
|               | 1968 | 1982 | 1990 | 2006 | 2013 | 2015 | 2017 | 2019 | 2020 | 2022 |